# Hontanares de Eresma
Hontanares de Eresma – gmina w Hiszpanii, w prowincji Segowia, w Kastylii i León, o powierzchni 6,13 km². W 2011 roku gmina liczyła 1133 mieszkańców.